# Бенгалска котка
Вижте пояснителната страница за други значения на Бенгалска котка.
Бенгалската котка (Prionailurus bengalensis), наричана още далекоизточна (леопардова) котка, е дребен хищник от семейство Коткови (Felidae).

## Физическа характеристика
Далекоизточните котки са с големината на едра домашна котка, като в Индонезия средната дължина на тези котки е около 45 см без опашката (20 см), а Амурските котки са значително по-едри (60/40 см). Теглото им съответно е от 4 до 7 кг. Оцветяването на козината също варира при отделните подвидове: от жълтеникаво до червеникаво или сиво, като долната част на главата, гърдите и корема са белезникави. Изпъстрени са с разнообразни по форма и подредба черни петна и ивици, като най-характерни са черните и бели шарки по лицето. Ушите са черни с бели петна.

## Разпространение
Далекоизточните котки се срещат из цяла Югоизточна Азия (от Сибир на север и Кашмир на запад, до Тайван, Филипините, Борнео и Ява). Обитават гористи местности и храсталаци в близост до вода, без да се притесняват особено от човешко присъствие.

### Подвидове
- Prionailurus bengalensis alleni
- Prionailurus bengalensis bengalensis – Бенгалска котка (Индия, Бангладеш, Индокитай)
- Prionailurus bengalensis borneoensis, о-в Борнео
- Prionailurus bengalensis chinensis, Китай, Тайван, Филипините
- Prionailurus bengalensis euptilurus – Амурска котка, Далекоизточна горска котка.
- Prionailurus bengalensis iriomotensis – Ириомотенска котка
- Prionailurus bengalensis heaneyi
- Prionailurus bengalensis horsfieldi, Хималаите
- Prionailurus bengalensis javanensis, о-вите Ява и Бали
- Prionailurus bengalensis rabori
- Prionailurus bengalensis sumatranus, о-в Суматра
- Prionailurus bengalensis trevelyani, Северен Кашмир

## Начин на живот и хранене
Бенгалската котка е активна предимно нощем, отличен катерач е и дори плува, макар и рядко. Плячката и е най-разнообразна, в зависимост от местообитанието (зайци, гризачи, други дребни бозайници, птици, дори прилепи).

## Размножаване
Размножителният период е през март. Бременността продължава 65 – 70 дни, след което женската ражда 4 – 5 котета.

## Допълнителни сведения
Тези котки се поддават на опитомяване и някои специалисти са на мнение, че са взели участие във формирането на сиамската и някои други ориенталски породи домашни котки.